# Raccordo ferroviario di Castellammare di Stabia
Il raccordo di Castellammare di Stabia è una linea ferroviaria che collega la linea Torre Annunziata-Gragnano con la stazione di Castellammare Marittima e i cantieri navali di Castellammare di Stabia: il servizio ferroviario è sospeso.

## Storia

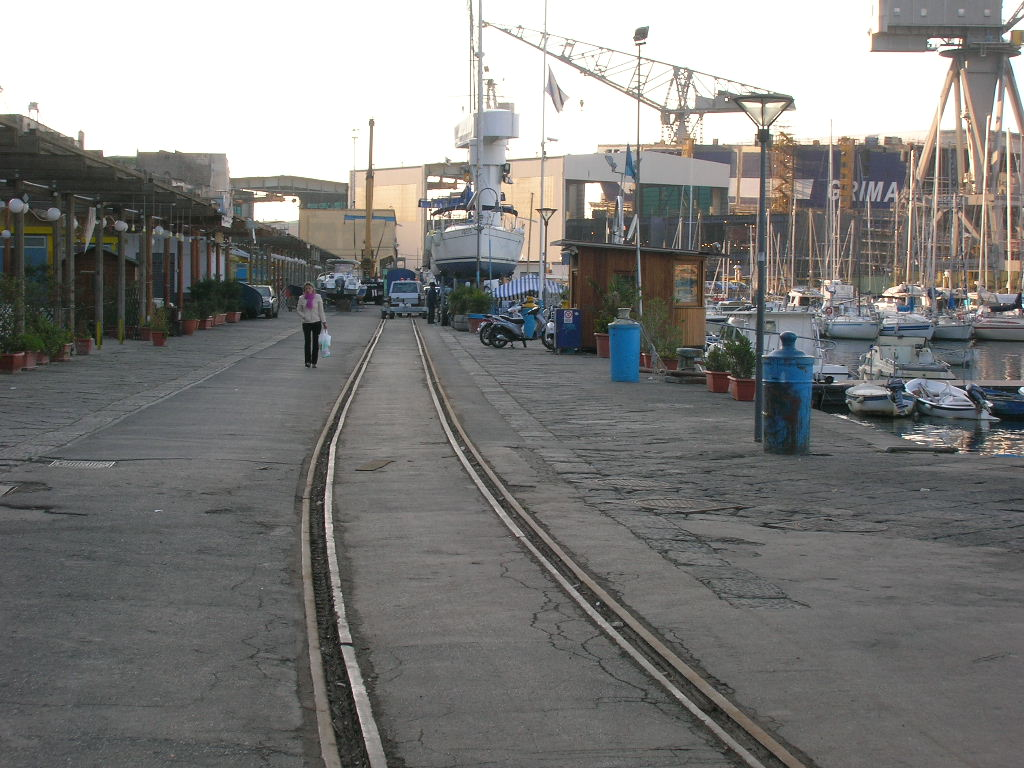
Il raccordo presso l'area del Porto

Con la creazione della linea ferroviaria che collegava Castellammare di Stabia con Torre Annunziata e Napoli si sentì la necessità di collegare sia il porto che i cantieri navali della città stabiese con la ferrovia, in modo tale da permettere uno scambio di merci molto più rapido: il raccordo, di circa di 3 chilometri a binario unico e non elettrificato, venne aperto nel 1886; staccandosi dalla linea, poco prima della stazione di Castellammare di Stabia, correva lungo tutta la villa comunale per poi dividersi all'altezza dell'entrata del porto: un tronco portava alla stazione marittima e l'altro ai cantieri. Il traffico fu subito su livelli sostenuti con tradotte di sale e grano dal porto e legno e ferro per l'industria navale.
All'inizio degli anni trenta, trovandosi all'epoca la stazione di Castellammare di Stabia non proprio in una zona centrale, venne istituito un collegamento passeggeri che da Napoli raggiungeva il centro antico di Castellammare di Stabia usufruendo e fermando in alcuni punti del raccordo; per questo servizio vennero utilizzate le Automotrici ALb 64 di produzione Fiat. Il servizio durò pochi anni poi la linea venne utilizzata solo per il traffico merci.
Con la chiusura delle industrie dove veniva impacchettato il sale, proprio all'interno del porto, la stazione marittima perse il suo valore e alla fine degli anni settanta venne chiusa.
Al 2015 il raccordo era ancora sporadicamente utilizzato in alcuni giorni della settimana per il trasporto di ferro verso i cantieri navali: i convogli solitamente partivano da Torre Annunziata Centrale o Castellammare di Stabia ed erano formati da 3/4 carri, trainati da un locomotore diesel. Successivamente il servizio venne sospeso e il raccordo staccato dalla linea principale.

## Caratteristiche

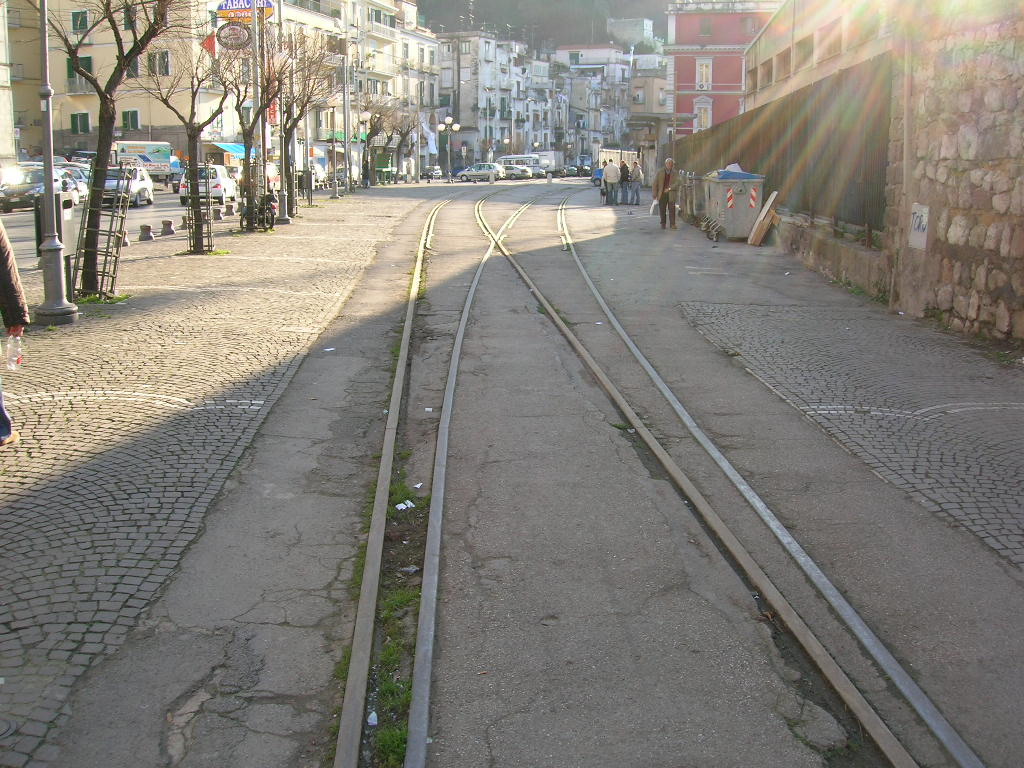
Il bivio per i cantieri navali (sulla sinistra) e il porto (sulla destra)

### Percorso
| Continuation backward |

| Unknown route-map component "BS2+l" | Unknown route-map component "BS2+r" |

|  | Straight track | Unknown route-map component "eABZg+l" | Unknown route-map component "exKDSTeq" |

|  | Straight track | Unknown route-map component "ABZg+l" | Unknown route-map component "CONTfq" |

| Straight track | End station |

| Unknown route-map component "BS2l" | Unknown route-map component "BS2c3" |

| Unknown route-map component "eBS2+l" | Unknown route-map component "BS2+r" |

| Unknown route-map component "exKBHFe" | Straight track |

|  | End station |